# 吉尔·阿特金斯
吉尔·阿特金斯（英語：Jill Atkins，1963年5月30日—），英国女子曲棍球运动员。她曾代表英国参加1988年、1992年和1996年夏季奥林匹克运动会曲棍球比赛，其中1992年奥运会获得一枚铜牌。